# Precessie

Precessie van een gyroscoop

Precessie is de beweging die de draaias van een roterend voorwerp maakt onder invloed van een uitwendige kracht. Zonder zo'n uitwendige kracht wijst de as steeds in dezelfde richting, het principe van een gyrokompas. Het eenvoudigste voorbeeld van precessie is een draaitol die op de grond ronddraait. Als de draaiende tol niet precies rechtop staat – wat vrijwel altijd het geval is – zal de zwaartekracht proberen de tol te laten omvallen. De tol valt echter niet om, maar in plaats daarvan draait de rotatieas rond om de verticaal.
De precessie van de Aarde is een van de Milanković-parameters die binnen een ijstijdvak, zoals de kwartaire ijstijd, de glacialen doen ontstaan.
De eerste bij benadering juiste berekening van de precessietijd is van Kidinnu in 314 v.Chr.

## Formule
De precessiebeweging wordt bepaald door de wet van behoud van impulsmoment. Aangezien in het geïdealiseerde geval de grootte van het impulsmoment niet verandert, wordt de verandering van de richting van het impulsmoment, dus van de rotatieas, bepaald door het uitgeoefende moment.
{\displaystyle {\frac {\mathrm {d} {\vec {L}}}{\mathrm {d} t}}={\vec {r}}\times {\vec {F}}={\vec {\tau }}},
met {\displaystyle {\vec {\tau }}={\vec {r}}\times {\vec {F}}} het uitgeoefende moment. De zwaartekracht {\displaystyle {\vec {F}}} levert hier een moment dat in een horizontaal vlak ligt. De richtingsverandering van de rotatieas is dus voortdurend horizontaal: de top van de rotatieas beschrijft een cirkel in een horizontaal vlak.

## Precessie van de aardas

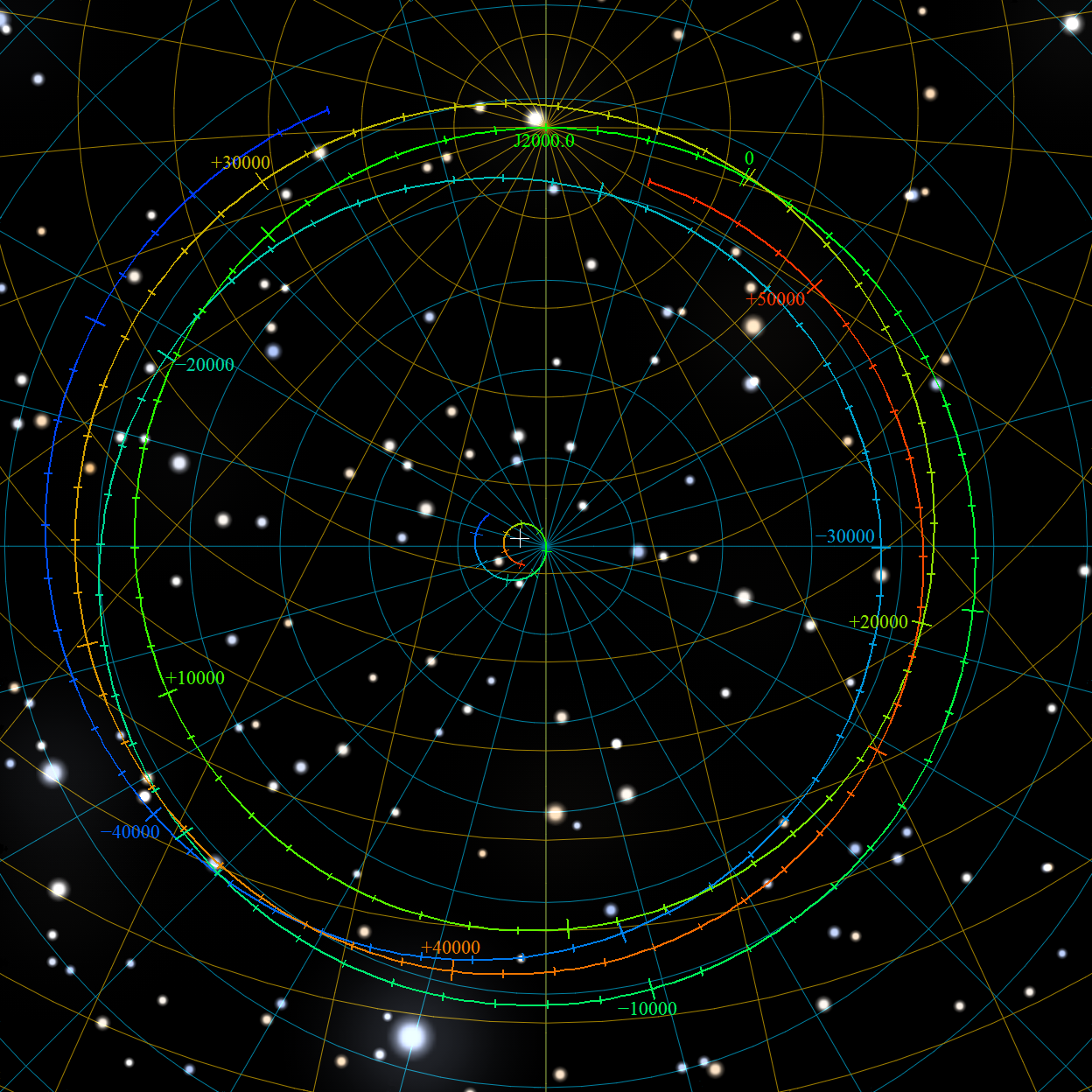
De projectie van het precessiepad van de Noordpool op de vaste hemel van het Epoch J2000.0 voor het tijdsinterval van 48000 BCE tot 52000 CE.

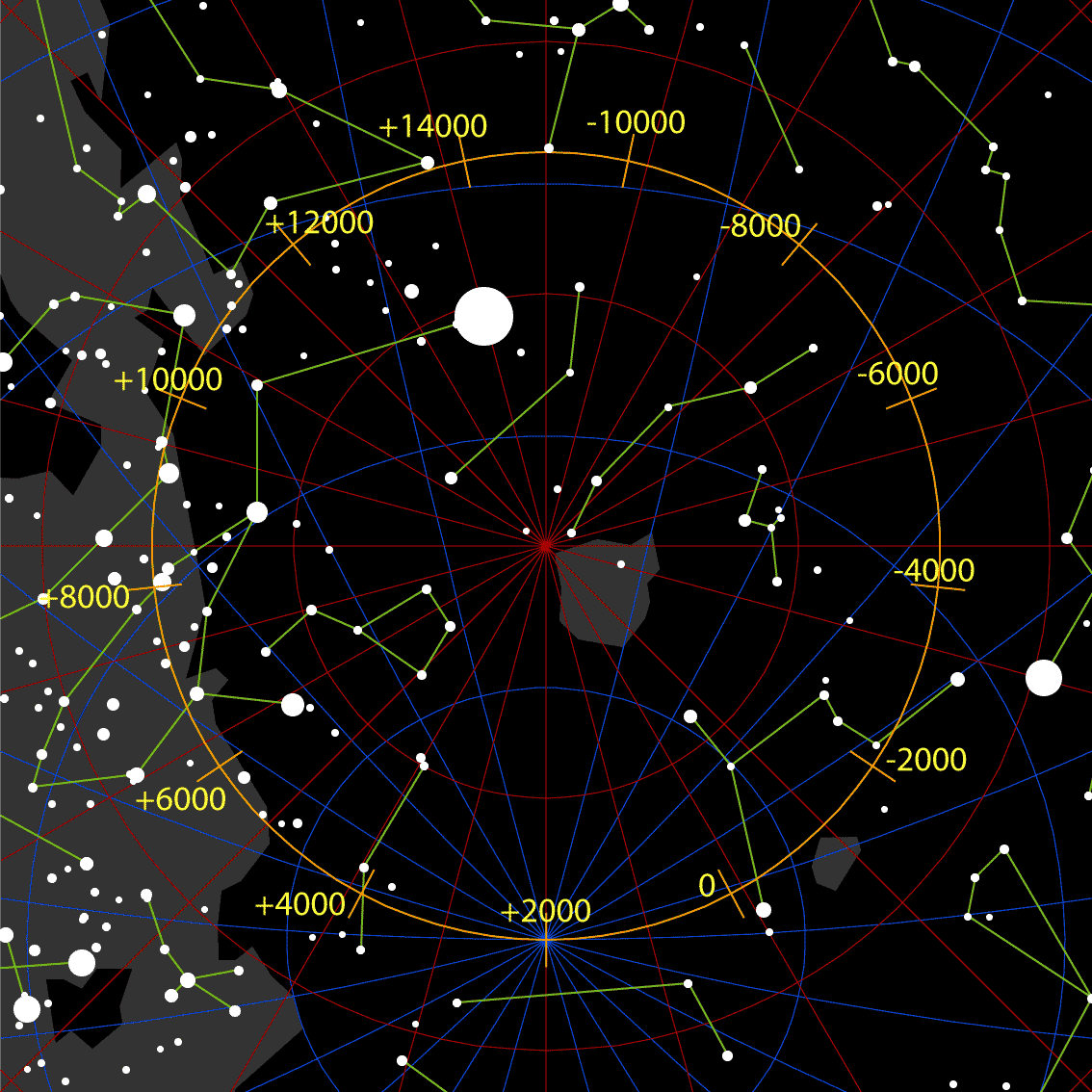
precessiecirkel van de zuidelijke hemelpool

De aarde is enigszins te vergelijken met een tol die niet precies rechtop staat. De evenaar maakt een hoek met de ecliptica. Gedurende de geologische geschiedenis schommelt deze glooiingshoek, of inclinatie, tussen 21,5 en 24,5 graden. De hoek is ongeveer 23,5 graden. De zon oefent een kracht uit op het massaoverschot dat zich door de afplatting van de aarde rondom de evenaar bevindt. Deze kracht zal proberen de inclinatie te verminderen tot de aardas loodrecht op de ecliptica staat. Deze kracht werkt dus tegengesteld aan de zwaartekracht op een speelgoedtol. Doordat de aarde om haar as draait, is het resultaat dat de aardas zelf een kegel rondom de pool van de ecliptica beschrijft. Dit uit zich in een verplaatsing van de noordpool aan de hemel, zij beschrijft een cirkel van 23,5 graden rondom de pool van de ecliptica. De periode van de precessie is 26.000 jaar.
De precessieperiode zou volgens Milanković ook een rol spelen in de periodieke klimaatveranderingen van de aarde. Hij vond echter een periodiciteit van 23.000 jaar, wat te maken heeft met de precessie van het perihelium, het verschijnsel dat de oriëntatie van de excentrische baan die de aarde om de zon beschrijft geleidelijk verandert: vanuit het noorden bezien draait de lange as van de baan langzaam tegen de wijzers van de klok in.
De noordelijke hemelpool is op het ogenblik minder dan één graad van de ster Polaris, alpha Ursae Minoris, verwijderd. Deze ster heet daarom de poolster. Omstreeks 2800 v.Chr. was Thuban, alpha Draconis, de poolster, toekomstige noordelijke poolsterren zijn gamma Cephei (4145 A.D.) en Adleramin, alpha Cephei, (7530 A.D.); over ongeveer 25.770 jaar zal de hemelpool weer ongeveer met Polaris samenvallen.
De toekomstige zuidelijke poolsterren zullen zijn: sterrenbeeld Kiel, in 5770, upsilon Carinae 6850, Turais, iota Carinae 8075, en sterrenbeeld Zeilen 9240.
De verandering van de plaats van de hemelpolen brengt ook een verschuiving van het lentepunt en het herfstpunt met zich mee: elk jaar gaat het lentepunt de zon 50 boogseconden tegemoet. Daardoor veranderen ook de declinatie en rechte klimming van de sterren, omdat die ten opzichte van het lentepunt worden bepaald. Om de juiste plaats van een ster aan te kunnen geven, moet bekend zijn voor welk tijdstip, epoche, de opgegeven declinatie en rechte klimming, in astronomische coördinaten, gelden en deze zo nodig met behulp van precessie-tabellen corrigeren.

## Precessie van de equinoxen
De dagen waarop de winter in de lente overgaat of waarop de zomer in de herfst overgaat, de equinoxen, vallen samen met de momenten waarop de aardas noch naar de zon toe, noch van de zon af wijst. De dagen en nachten zijn dan overal even lang. De verschuiving van deze punten door de precessie van de aardas heet de precessie van de equinoxen. Het verschijnsel is algemeen bekend als axiale precessie.
Doordat de baan van de aarde om de zon enigszins excentrisch is, tussen 1 en 6%, betekent die precessie ook dat de lengte van de zomers ten opzichte van die van de winters varieert. Tegenwoordig is op het noordelijk halfrond de zomer daardoor 7 dagen langer dan de winter, maar over 10.000 jaar is dat als gevolg van de precessie net andersom, dan zijn de zomers op het zuidelijk halfrond juist langer.
De periode van de precessie van de equinoxen bedraagt ongeveer 26.000 jaar. In de Engels sprekende landen is dit The Great Year, niet te verwarren met het galactisch jaar.

## Nutatie
Nutatie is de beweging van de omwentelingsas van een voorwerp die optreedt wanneer het massamiddelpunt van het voorwerp niet op de omwentelingsas ligt. De oorzaak van de nutatie is dus niet zoals bij precessie een externe kracht.